# Global Frequency (pilot)
A Global Frequency az azonos című Warren Ellis képregény alapján készült televíziós sorozat lett volna, de a produkció csak a pilot epizód leforgatásig jutott el, mivel a WB Television Network a végén nem adott zöld utat a sorozatnak. A sorozat producere Mark Burnett, executive producere John Rogers voltak. A WB döntése után, máig nem tisztázott úton a pilot epizód 2005 januárjában kiszivárgott az internetre és azóta is megtalálható a BitTorrent és P2P hálózatokon. A meg nem valósult sorozatnak ezúton egyre növekvő rajongótábora jött létre. Ennek, a kritikai elismerések és a több száz e-mail ellenére amit John Rogers kapott a sorozat továbbra sem került adásba, sem pedig DVD forgalomba.
A képregénnyel ellentétben a sorozatnak egy állandó szereplőgárdája lett volna, így Miranda Zero szerepében Michelle Forbes, Sean Flynn szerepében Josh Hopkins, dr. Katrina Finch szerepében Jenni Baird, Aleph szerepében pedig Aimee Gracia tűnt volna fel. Az epizódok leendő író között olyan nevek szerepeltek mint David Slack, Ben Edlund és Diego Gutierrez.
A pilot alaptörténete nagy vonalakban megegyezik a Global Frequency első számának cselekményével.

## Cselekmény
Azt mondják létezik egy Global Frequencynek nevezett titkos összeesküvés.

Egy csoport melynek tagjai kémek, szakértők, és hétköznapi emberek…

Ők védelmeznek minket azoktól a veszélyektől amikről senki más nem vesz tudomást vagy ért meg.

A Global Frequency létezik.
|  | Alább a cselekmény részletei következnek! |

A történet San Francisco Chinatown negyedében kezdődik. Egy férfi különös hangokra lesz figyelmes az egyik mellékutcából. Mikor bemegy a sikátorba, egy férfi holttestére bukkan, akit mintha kettévágtak volna. A holttest kezében lévő mobiltelefon hirtelen megszólal, amit a férfi rövid habozás után felvesz. A vonal másik oldalán egy monitorokkal és számítógépekkel teli szobában ülő fiatal nő szólal meg, aki 631-est keresi. A számítógép riasztást indít be, mivel a férfi hangja nem egyezik a hívott személyével. A szobába belép egy másik nő is, aki megkérdezi a férfi nevét. A férfi Sean Flynnként (Josh Hopkins) mutatkozik be, a nő pedig Miranda Zeroként (Michelle Forbes). Miranda elmondja Seannak, hogy kapcsolatba lépett Global Frequency-vel. Aleph (Aimee Garcia) megkéri Seant, hogy mutassa meg, mit lát a mobil kamerájával. Miranda a szervezet egyik ügynökeként azonosítja a holttestet. Sean tudni akarja, hogy mi folyik itt, Aleph pedig elmondja neki, hogy két hónapja fogják egy különös sugárzás időszakos jeleit. A sugárzás kitöréseinek sűrűsége és ereje egyre nő, és számításaik szerint a következő egy órán belül be fog következni. Közben Aleph értesíti a San Franciscó-i egyetem egyik részecskefizikával foglalkozó professzorát, dr. Katrina Finchet (Jenni Baird). Miranda választás elé állítja Seant; vagy segít nekik, vagy várhatóan egy órán belül több száz ember is meghalhat. Aleph közben lenyomozza Seant, akiről kiderül, hogy rendőr volt. A helyszínre megérkezik dr. Finch, aki a holttest látványától azonnal rosszul lesz. Finch megállapítja, hogy a sugárzást egy ember bocsátja ki magából.
Sean a helyszínen található nyomokból megállapítja, hogy a halott ügynök valószínűleg órákon át figyelt valakit a helyszínen, aki alihanem az egyik közeli épületben dolgozott. Aleph beazonosítja a feltételezhető férfit, dr. Finch pedig elindul, hogy megkeresse a sugárzás feltételezett forrását. Sean a nővel tart.
Miközben átkutatják a lakást, hirtelen megjelenik a férfi, és azt mondja, hogy ő nem akart bántani senkit. Ekkor a férfiből energiahullámok kezdenek áramlani, amit láthatóan képtelen irányítani. Finch a zuhanyfülkébe rántja Seant, magukra zárja az üvegajtót és magukra engedi a zuhanyt. Az üvegnek és a víznek köszönhetően túlélik a robbanást és a sugárzást, de a lakás teljesen elpusztul és a férfinek is nyoma vész.
A lakás maradványai között megtalálják a férfi útlevelét, amiből kiderül, hogy még a Szovjetunióból jött az államokba. Aleph Dániában, Angliában és világszerte több ügynököt is értesíti, hogy információt szerezzenek a férfiről.
Kiderítik, hogy a férfi az 1970-es években szovjet Merkúr program része volt, amit azért hoztak létre, hogy az ember paranormális képességeit kutassák. Finch és Sean a férfi után ered, Miranda Zero pedig felkeresi a projektben részt vevő egyetlen kutatót aki még életben van, és akit a kormány az államokba menekített a Szovjetunió összeomlása után.
A kutató elmondja, hogy a projektben az ő feladata az volt, hogy élő fegyverekké változtassa a paranormális képességgel rendelkező embereket. A mostani amerikai nevén Richard Jenkins (Brian Jensen) is tagja volt ezeknek az embereknek. Ő egyedül arra volt képes, hogy fénygömböket pukkasszon ki a kezében. Hogy megnöveljék az erejét, egy chipet ültettek az agyába, ami majdnem megölte, de egyben egészen a kvantum szintig kiterjesztette a képességeit.
Eközben Jenkins egyre kevésbé ura erejének, ezért megpróbál minél távolabb kerülni a nagyobb tömegtől. A kutató elmondja, hogy Jenkinst azért küldték az államokba, hogy egy adott jelre felrobbantsa magát. Azonban erre nem került sor a Szovjetunió összeomlása miatt. A chip rövid távra lett tervezve, ezért mára meghibásodott. Jenkins minél több elektromos energiát szív magába, a robbanás annál nagyobb erejű lesz. Sajnálatos módon Jenkins pont a város alatti generátoroknál keres menedéket.
Sean és Finch rátalálnak Jenkinsre a generátoroknál. Aleph azonban a központból nem tudja lekapcsolni azokat, mivel Jenkis képességei zavarják a rendszert. Így a generátorokat csak egy nehezen megközelíthető helyről lehet kikapcsolni manuálisan. Sean Aleph segítségével egy másik ügynököt hív a helyszínre, egy fiatal tornászlányt (Elizabeth Thai), akinek sikerül lekapcsolnia a generátorokat. Azonban az egyetlen megoldás a robbanás megakadályozására, ha Sean megsemmisíti a chipet Jenkins fejében, vagyis meg kell őt ölnie. Sean csak az utolsó pillanatban képes rávennie magát, hogy megöljön egy ártatlan embert, de végül kénytelen megtenni.
Sean másnap egy kikötőben találkozik Miranda Zeroval, akinek visszaadja a telefont. Miranda felajánlja, hogy Sean dolgozzon neki, mert bizonyította, hogy a szervezetnek szüksége van a képességeire. Sean visszaveszi a mobilt, és miközben Finchel beszélget Miranda Zero csendben eltűnik. A következő pillanatban mindkettőjük mobilja megszólal, a központban pedig a monitorokon több száz másik ügynök aktiválását is jelzik világszerte.

## Tények és érdekességek
- A pilot elején a Radiohead There There című száma, a pilot végén a Jimmy Eat World My Sundown című száma, a végefőcím alatt a Insolence Poison Well című száma hallható.

## Külső hivatkozások
- A Global Frequency az Internet Movie Database oldalain
- FrequencySite: Global Frequency TV Series – 2005
- TeeVee.org: This Show Does Not Exist